# Bundesstraße 106
Die Bundesstraße 106 (Abkürzung: B 106) ist eine deutsche Bundesstraße. Sie beginnt westlich von Wismar im Anschluss an die B 105 verläuft nach und um Schwerin, wo sie endet. Ursprünglich führte sie noch weiter bis Ludwigslust.

## Geschichte
Im Mittelalter und in der frühen Neuzeit spielte diese Straße als Verkehrsweg eine untergeordnete Rolle, denn seit 1576 diente die Stör als Schifffahrtsweg zwischen der Elbe und dem Schweriner See. Auf diesem Schifffahrtsweg wurde das Lüneburger Salz bis Hohen Viecheln transportiert und von dort aus über den Wallensteingraben bis Wismar weiterbefördert.

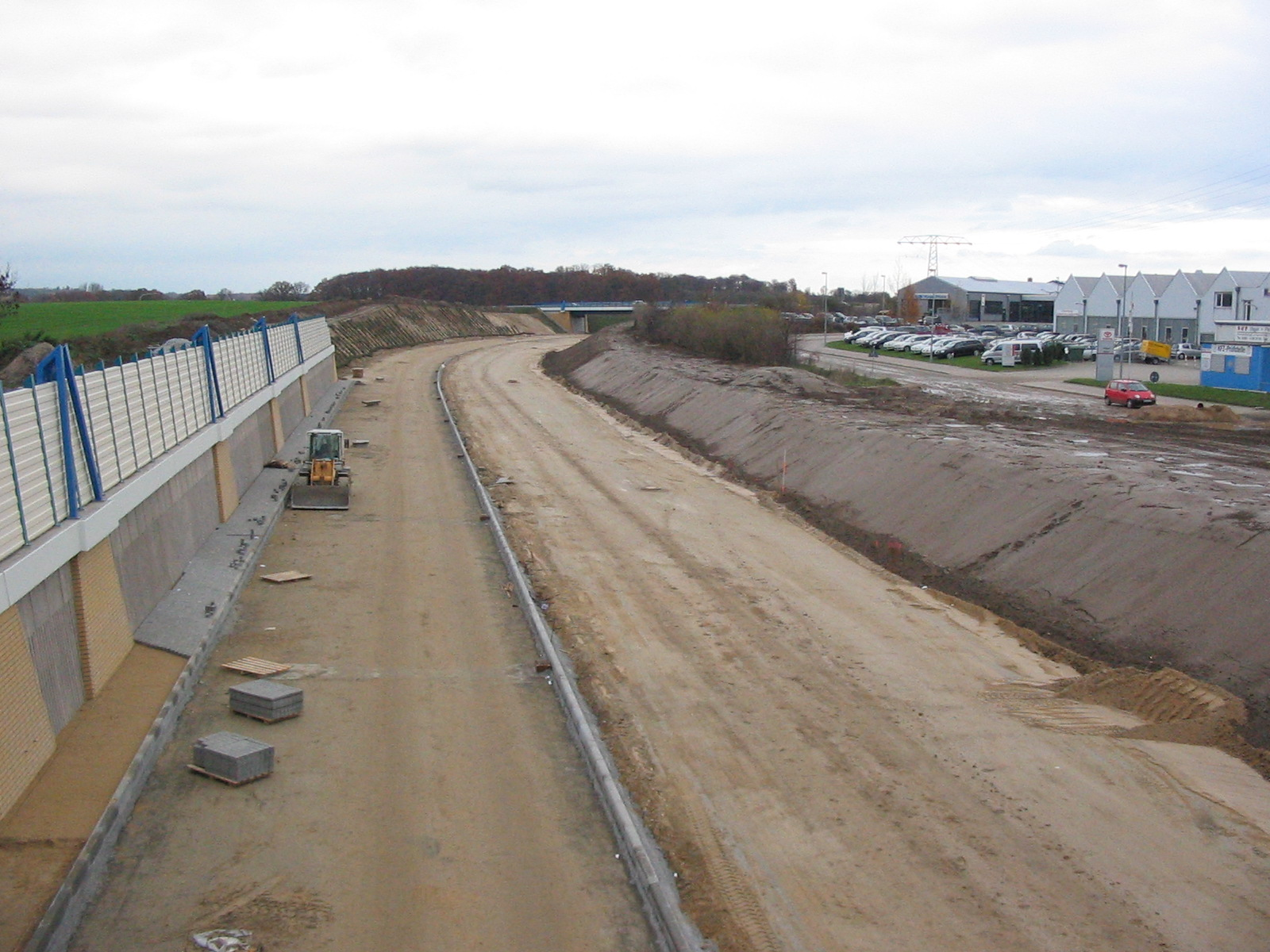
Bau des 2. Abschnitts der Umgehungsstraße Schwerin

Mit dem Bau der Chaussee zwischen Berlin und Hamburg (die heutige B 5) zwischen 1827 und 1830 begann auch im Großherzogtum Mecklenburg das Zeitalter des Straßenbaus. Die Anschlussstrecke zwischen Ludwigslust und Schwerin wurde 1836 erbaut, um die Landeshauptstadt Schwerin mit dem preußischen Straßennetz zu verbinden. Der Bau der Chaussee nach Wismar wurde bereits 1830 begonnen.
In Schwerin hat sich die Straßenführung nach der politischen Wende mit dem Bau einer Umgehungsstraße geändert. Nach Fertigstellung eines weiteren Bauabschnitts im September 2007 führt die B 106 durchgehend vierspurig durch am Rande gelegene Stadtteile westlich vorbei an der Innenstadt.
Auf Grund der Eröffnung des mecklenburgischen Teilabschnitts der A 14 im Dezember 2015 wurde die B 106 zum 1. Januar 2016 zwischen Schwerin und ihrem bisherigen Ende an der B 5 in Ludwigslust zur Landesstraße 72 des Landes Mecklenburg-Vorpommern umgewidmet. Maßgeblich für die Umwidmung ist der weitgehend parallele Verlauf der Bundesstraße und der Autobahn.